# Mary McGuckian
Mary McGuckian (27 maggio 1963) è una regista, sceneggiatrice e produttrice cinematografica britannica.

## Biografia
Nata e cresciuta nell'Ulster in anni pieni di tensione politica e sociale, completa la propria educazione presso il Trinity College di Dublino dove prende una laurea in Ingegneria. È qui che conosce il teatro e dirige, produce o collabora a più di trenta opere. I suoi interessi teatrali e cinematografici si collocano per lo più su temi politici e sociali, fra cui spicca il film biografico su George Best, il leggendario calciatore del Manchester United.

## Filmografia
- Words Upon the Window Pane (1994)
- Fra odio e amore (This Is the Sea) (1997)
- Best (2000)
- Il ponte di San Luis Rey (The Bridge of San Luis Rey) (2004)
- Rag Tale (2005)
- Intervention (2007)
- Inconceivable (2008)
- The Making of Plus One (2010)
- Man on the Train (2011)
- The Price of Desire (2015)
- A Girl from Mogadishu (2019)
- The Bridge of San Luis Rey Remastered (2022)

## Doppiatrici italiane
- Micaela Esdra in Fra odio e amore